# Lyman Spitzer
Lyman Spitzer (Toledo, 26 giugno 1914 – Princeton, 31 marzo 1997) è stato un fisico e astronomo statunitense conosciuto per le proprie ricerche nel processo di formazione delle stelle, ma soprattutto per aver proposto l'utilizzo di telescopi spaziali nella ricerca astronomica.

Lyman Spitzer

Gli sono stati dedicati il Telescopio spaziale Spitzer e l'asteroide 2160 Spitzer.

## Onorificenze
- Henry Norris Russell Lectureship, 1953
- Medaglia Rittenhouse, 1958
- Bruce Medal, 1973
- Henry Draper Medal, 1974
- Medaglia Karl Schwarzschild 1975
- James Clerk Maxwell Prize for Plasma Physics, 1975
- Gold Medal of the Royal Astronomical Society, 1978
- National Medal of Science, 1979
- Premio Crafoord, 1985